# Calliscarta mexicana
Calliscarta mexicana är en insektsart som beskrevs av Freytag 1988. Calliscarta mexicana ingår i släktet Calliscarta och familjen dvärgstritar. Inga underarter finns listade i Catalogue of Life.